# Polystichtis nepia
Polystichtis nepia är en fjärilsart som beskrevs av John Obadiah Westwood 1851. Polystichtis nepia ingår i släktet Polystichtis och familjen Riodinidae. Inga underarter finns listade i Catalogue of Life.